# Andreas-Friedrich Gerber

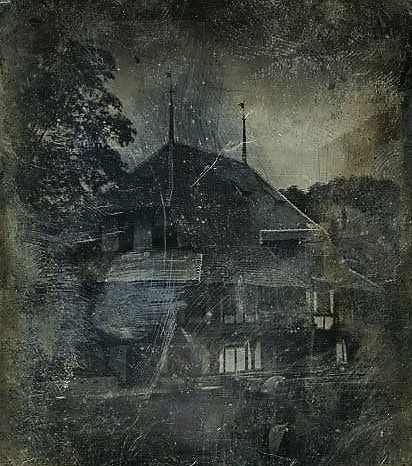
Aufnahme von Andreas-Friedrich Gerber: Schützenhaus, Bern (Obere Altstadt), ca. 1840–1862

Andreas-Friedrich Gerber (* 23. April 1797 in Eggiwil; † 18. Februar 1872 in Bern) war ein Schweizer Arzt, Tierarzt, Erfinder von fotografischen Verfahren und Fotograf.

## Leben
Gerber studierte Medizin in Bern, Tübingen und Bonn. Im Jahr 1820 wurde er Prosektor der Tieranatomie in Bern, 1824 Lehrer für Anatomie an der Tierarzneischule. 1834 wurde er ausserordentlicher, ab 1863 bis 1869 ordentlicher Professor für Medizin und Tierheilkunde an der Universität Bern.
Neben seiner medizinisch-anatomischen Tätigkeit unternahm Gerber auch eine Reihe von physikalischen und chemischen Versuchen.
Nach eigenen Angaben Gerbers war es ihm bereits 1836 gelungen, fotografische Aufnahmen von „mikroskopischen Gegenständen“ anzufertigen. Bei dem angewendeten Verfahren handelt es sich um Chlorsilberaufnahmen, ähnlich der Daguerreotypie. Ein Bericht Gerbers aus dem Jahr 1840 über seine Technik wurde erst 1989 an der Universität Bern wieder aufgefunden, weiterhin verschiedene Aufnahmen der Stadt Bern.

## Fotografien
- Koller Auktionen: Porträt einer Dame, um 1850

## Werke
- Handbuch der allgemeinen Anatomie des Menschen und der Haussäugetiere, J. F. J. Dalp, Bern, Chur, Leipzig, 1840